# 坐摩巫祭神
坐摩巫祭神（日语：イカスリノミカンナギノマツルカミ）為日本神道的神祇，《延喜式神名帳》指出共五位神明（詳情見次段說明），亦可寫作座摩巫祭神。

## 解說
據《古語拾遺》記述，原本宮中神祇官在西院祭祀坐摩巫（（日語）イカスリノミカンナギ），而《延喜式神名帳》則提到坐摩巫祭神共有五位神明，其說明如下：
1. 生井神（（日語）イクヰノカミ）：具有生命力的井水之神。
2. 福井神（（日語）サクヰノカミ）：幸福與繁榮的井水之神。
3. 綱長井神（（日語）ツナカヰノカミ）：深且清澈的井水之神。
4. 波比祇神（（日語）ハヒキノカミ）：房屋庭院之神、帚神、竈神[1][2]。
5. 阿須波神（（日語）アスハノカミ）：竈神、旅人之神[1][3]。

## 信仰
在日本主祭坐摩巫祭神的神社計有下述：
- 福长神社（京都府京都市上京區）：奉祀福井神、綱長井神。
- 坐摩神社（大阪府大阪市中央區）
- 足羽神社（福井縣福井市）：將五尊神明合稱為「大宮地之靈」。

## 內部連結
- 神祇官
- 矢乃波波木神

## 外部連結
- （日語）延喜式神名帳宮中神卅六座（页面存档备份，存于）
- （日語）坐摩神社公式サイト（页面存档备份，存于）